# Паметник на Незнайния войн (Хасково)
Паметникът на Незнайния войн в Хасково се намира на централния градски площад „Свобода“. Паметникът е дело на скулптора Тома Делирадев и каменоделецът Иван Атанасов.
Паметникът е поставен по инициатива на хасковлии и е посветен на загиналите в Балканската, Междусъюзническата и Първата световна война от някогашния Хасковски окръг. На тържествената церемония по освещаване на 2 юни 1927 г. присъства цар Борис III. Заместникът на пловдивския митрополит епископ Харитон и няколко свещеници от града отслужват панихида и молебен в памет на загиналите местни жители. Цар Борис III произнася реч пред присъстващите над 20 000 души от Хасково и областта.
- Паметник на незнайния войн, Хасково, надпис